# 高田街道 (愛知県)
| 名古屋市道雁道線（2023年（令和5年）5月）  |  | 雁道通商店街（2016年（平成28年）4月）  |
| 名古屋市道雁道線 （2023年（令和5年）5月） |  | 雁道通商店街 （2016年（平成28年）4月） |

高田街道（たかだかいどう）は、熱田兵器製造所より愛知県立第五中学校に至る愛知郡道。また、その後身の道路（名古屋市道雁道線および同市道御器所津島線の各一部）の通称。五中街道の別名をもつ。

## 沿革
- 1917年（大正6年）2月 - 愛知郡会において、呼続町（当時）に所在する愛知県立第五中学校にアクセスするための里道を郡費支弁による道路とすることを決議[3]。

## 雁道商店街
高田街道上には雁道商店街が発達している。この雁道商店街は、新堀川沿岸に次々と建設された工場群とその労働者たちが住む瑞穂台地上の住宅街を背景に、旗屋・高蔵・沢上などの商店が高田街道上に次々と店を移していったことにより成立していったという。また、この街道の終点に学校が所在していたために、その通学生相手の商売も行われていた。最盛期は1935年（昭和10年）頃とされ、鶴舞や笠寺からも客を集めていたという。